# Liste der Nummer-eins-Hits in Ungarn (1990)
Dies ist eine Liste der Nummer-eins-Hits in Ungarn im Jahr 1990. Sie basiert auf der Top 40 album-, DVD- és válogatáslemez-lista der Magyar Hanglemezkiadók Szövetsége (Mahasz), dem ungarischen Vertreter der International Federation of the Phonographic Industry. Das Chartarchiv der Mahasz reicht zurück bis zum 29. Oktober 1990. Singlecharts sind erst ab 2002 verfügbar.

## Alben
| | Liste der Nummer-eins-Hits in Ungarn | Liste der Nummer-eins-Hits in Ungarn | Liste der Nummer-eins-Hits in Ungarn | 1991 → |
| \| Zeitraum \| Wo. ges. \| Interpret \| Titel \| Zusätzliche Informationen \| \| (Zeitraum, Wochen auf Platz eins, Interpret, Titel, zusätzliche Informationen) \| \| \| \| \| \| ------------------------------------------------------------------------------ \| -------- \| --------- \| ----------------- \| ---------------------------------------------------------------------------------------------------------------------------------------------------------- \| \| 29. Oktober 1990 – 9. Dezember 1990 6 Wochen \| 6 \| Dóra \| Dóra \| Mit nur 14 Jahren gab Dóra Szinetár ihr Debüt und stellte damit auch das erste Nummer-eins-Album in den Mahasz-Charts von Ungarn. \| \| 10. Dezember 1990 – 3. März 1991 12 Wochen (insgesamt 14) \| 14 \| Szandi \| Tinédzser l’amour \| Nur ein halbes Jahr älter war Alexandra Pintácsi, genannt Szandi, bei ihrer ersten Spitzenplatzierung. Ihr Debüt hatte sie bereits ein Jahr zuvor gegeben. \| |                                      |                                      |                                      | |
| |                                      |                                      |                                      | → 1991 → |
| Zeitraum | Wo. ges.                             | Interpret                            | Titel                                | Zusätzliche Informationen |
| (Zeitraum, Wochen auf Platz eins, Interpret, Titel, zusätzliche Informationen) |                                      |                                      |                                      | |
| 29. Oktober 1990 – 9. Dezember 1990 6 Wochen | 6                                    | Dóra                                 | Dóra                                 | Mit nur 14 Jahren gab Dóra Szinetár ihr Debüt und stellte damit auch das erste Nummer-eins-Album in den Mahasz-Charts von Ungarn.                          |
| 10. Dezember 1990 – 3. März 1991 12 Wochen (insgesamt 14) | 14                                   | Szandi                               | Tinédzser l’amour                    | Nur ein halbes Jahr älter war Alexandra Pintácsi, genannt Szandi, bei ihrer ersten Spitzenplatzierung. Ihr Debüt hatte sie bereits ein Jahr zuvor gegeben. |